# Espuma de mar (postre)
La espuma de mar es un postre clásico uruguayo, creado por el Emporio de los Sandwiches en 1936. Se compone de capas de merengue, crema doble y pionono, cubierto con merengue e hilos de chocolate. Es un postre muy reconocible a pesar de no ser parte del vox populi.

## Historia
Fue creado por Ramón y Santiago Masliah, dos confiteros uruguayos que vendían sándwiches en la Playa Ramirez en 1936 y que posteriormente fundarían, la tan conocida confitería de Montevideo, El Emporio de los Sandwiches. No se tienen datos de la fecha de creación de este postre, pero se puede asegurar que existe desde los comienzos de la empresa. Durante los años 60, la espuma de mar supo ser la competencia de otro clásico postre uruguayo: el chajá, sin embargo no logró superarlo en popularidad y hoy en día es uno de esos postres clásicos que siguen estando, aunque lejos del fervor popular.